# مارکو اسلاویک
مارکو اسلاویک (آلمانی: Markku Slawyk؛ زادهٔ ۸ مه ۱۹۶۲) بازیکن هاکی روی چمن اهل آلمان است.
وی در مسابقات کشوری و بین‌المللی در مجموع برندهٔ ۱ مدال نقره شده‌است.